# عائلة تشوريجيرا

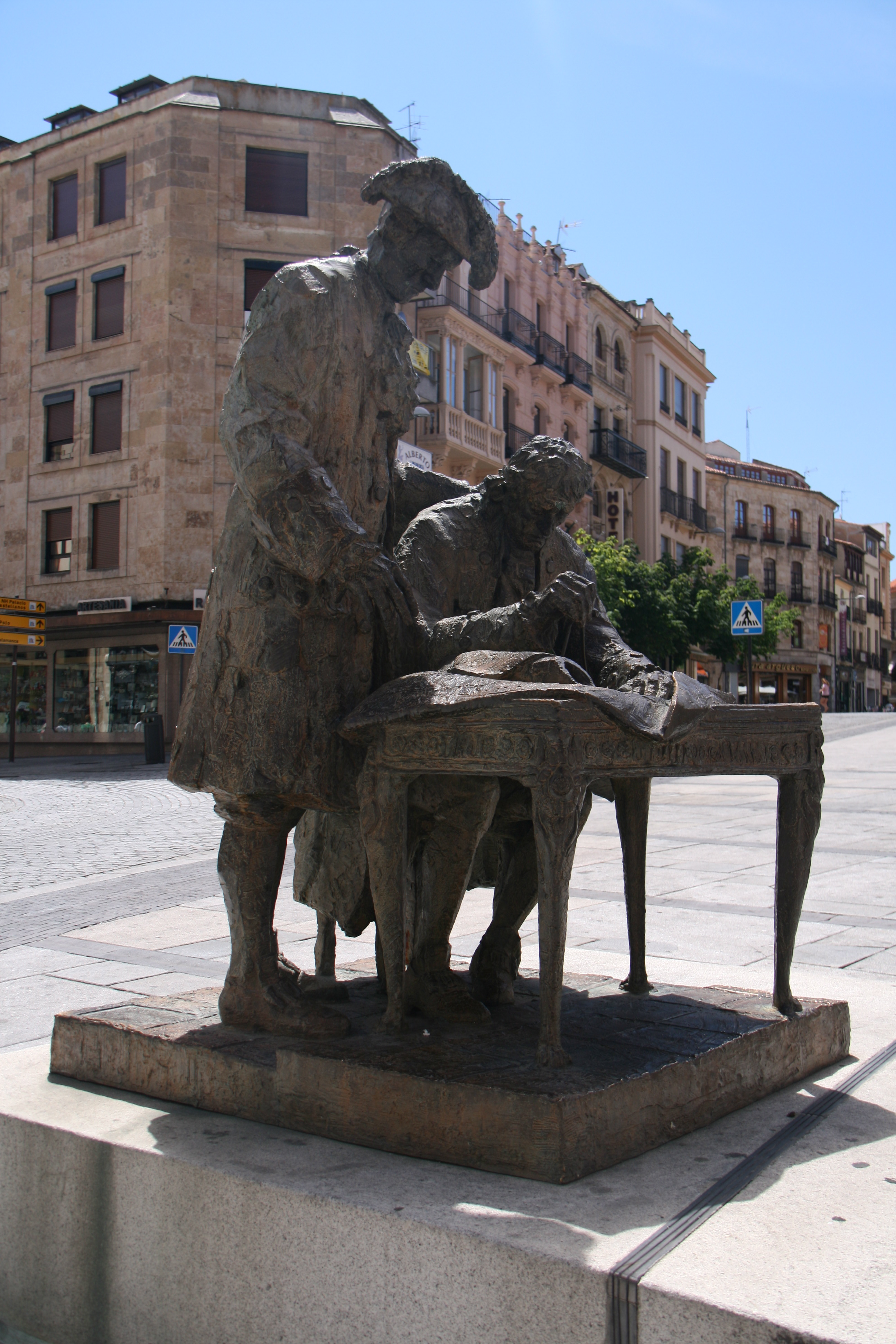
منحوتات لرودريجو كاباليرو إي يانيس وألبرتو تشوريجويرا

آلـ تشوريجيرا (بالإسبانية: Familia Churriguera)‏ هم عائلة تتكون من جيلين على الأقل من المعماريين والنحاتين الإسبان الذين تميزوا وبرعوا في قشتالة والبلاط الملكي في القرن السابع عشر. تنحدر أصول العائلة من برشلونة، إلا أنهم علموا، على وجه الخصوص، في سلامنكا.

## أفراد العائلة
- خوسيه بينيتو دي تشوريجيرا: مهندس معماري وأحد أبرز أعضاء العائلة الفنية.[1]
- خواكين دي تشوريجيرا: معماري إسباني وواضع خطط رسم ألتربيس.[2]
- ألبرتو دي تشوريجيرا: مهندس معماري له دور محوري في بناء كاتدرائية سلامنكا الجديدة.[3]
- نيكولاس تشوريجيرا: مهندس معماري.[4]
- مانويل دي لارا تشوريجيرا: مهندس معماري ونحات.[5]
- خيرونيمو تشوريجيرا: معماري إسباني.[6]
- خوسيه دي لارا دومينجيث: نحات إسباني.[7]
- خوسيه دي لارا تشوريجيرا: نحات إسباني.[8]